# 五台构造期
五台构造期，简称五台期，是新太古代（28－25億年前）期间的构造期，在此期间，在今中国及周边地区发生了五台运动或称五台事件。五台运动是以山西五台山命名的，在黑龙江也叫麻山运动。
五台期是古陆块形成和陆壳克拉通化的时期。由于年代过于久远，目前的研究还极不充分。